# Planckova sila
Planckova sila (oznaka {\displaystyle F_{P}\,}) je izpeljana enota v Planckovem sistemu enot. Planckova sila je enaka naravni enoti Planckove gibalne količine, deljeni z naravno enoto za čas (Planckov čas).
Izračuna se na naslednji način:
{\displaystyle F_{P}={\frac {m_{P}c}{t_{P}}}={\frac {c^{4}}{G}}\,}
Njena vrednost je 
{\displaystyle F_{P}=1,21027\times 10^{44}{\mbox{ N}}\,}.
Planckova sila je tudi povezana z enakovrednostjo težnostne potencialne energije in elektromagnetne energije. To lahko razumemo kot silo, ki omejuje maso v Schwarzschildovem polmeru:
{\displaystyle F_{P}={\frac {Gm^{2}}{r_{G}^{2}}}},
kjer je 
- {\displaystyle r_{G}={\frac {r_{s}}{2}}={\frac {Gm}{c^{2}}}} polovica Schwarzschildovega polmera
- {\displaystyle G\,} gravitacijska konstanta
- {\displaystyle c\,} hitrost svetlobe

Planckovo silo lahko izračunamo tudi kot energijo deljeno s polovico Schwarzschildovega polmera
{\displaystyle F_{P}={\frac {mc^{2}}{\frac {Gm}{c^{2}}}}={\frac {c^{4}}{G}}.}